# Смешанная парная сборная Сербии по кёрлингу
Смешанная парная сборная Сербии по кёрлингу — смешанная национальная сборная команда (составленная из одного мужчины и одной женщины), представляет Сербию на международных соревнованиях по кёрлингу. Управляющей организацией выступает Национальная ассоциация кёрлинга Сербии (серб. Национални савез за карлинг Србиje, англ. National Curling Association of Serbia).

## Результаты выступлений

### Чемпионаты мира
| Год       | Игры           | Победы         | Поражения      | Место          | Состав                                   |
| --------- | -------------- | -------------- | -------------- | -------------- | ---------------------------------------- |
| 2008—2015 | не участвовали | не участвовали | не участвовали | не участвовали | не участвовали                           |
| 2016      | 6              | 0              | 6              | 40             | Filip Stojanović, Dara Stojanović        |
| 2017      | 7              | 0              | 7              | 39             | Bohan Mijatovic, Dara Gravara-Stojanovic |

(данные отсюда:)